# صاصل ثلجي
صاصل ثلجي (الاسم العلمي: Ornithogalum nivale) هو نوع نباتي يتبع جنس الصاصل من فصيلة الهليونية.